# Call on Me
„Call on Me” este o melodie compusă și produsă de DJ-ul și producătorul suedez Eric Prydz. Melodia este bazată pe un sample din piesa „Valerie” a lui Steve Winwood din 1982, de pe albumul Talking Back to the Night. „Call on Me” a avut un succes comercial semnificativ și a ocupat primul loc în mai multe topuri muzicale. Piesa este faimoasă pentru videoclipul său, în care apar mai multe femei tinere și un bărbat care fac aerobic și dansează într-un mod sexual sugestiv.
Pe 15 martie 2025, Prydz a rulat „Call on Me” în cadrul unui concert în Austin, Texas, marcând prima includere a piesei într-un set live după două decenii. Decizia a avut loc datorită celebrării a 20 de ani de carieră. Prydz evitase până atunci să mixeze piesa live, invocând dorința de a se distanța de moștenirea comercială a acesteia.

## Context
„Call on Me” conține un sample din piesa „Valerie” a cântărețului și compozitorului englez Steve Winwood, din albumul său Talking Back to the Night, lansat în 1982. Duo-ul francez Together, format din Thomas Bangalter, membru al trupei Daft Punk, și producătorul DJ Falcon, a folosit un sample din „Valerie” într-un set live în 2002. Falcon a declarat că Ministry of Sound i-a trimis o scrisoare prin care îi cerea să lanseze piesa prin intermediul casei de discuri. În ciuda popularității și a cererii pentru aceasta, Together nu a considerat că merită o lansare oficială. După ce duo-ul a refuzat cererea, Ministry of Sound a lansat piesa lui Prydz fără a menționa sau a credita Together.
Când Prydz a remixat „Valerie” în 2004 și i-a prezentat piesa lui Winwood, acesta a fost atât de impresionat încât a reînregistrat partea vocală. Winwood a amintit mai târziu: „Mi-a plăcut destul de mult, cred că a făcut o treabă bună, adică nu este chiar pe gustul meu, dar mi-a plăcut ce a făcut din punct de vedere tehnic, de aceea am acceptat să colaborez puțin cu el la acest proiect.”

## Performanța comercială
Piesa a ajuns pe primul loc în UK Singles Chart într-o perioadă în care topul înregistra vânzări scăzute din cauza concurenței din ce în ce mai mari a CD-urilor single din partea descărcărilor digitale, care la acea vreme nu erau eligibile în top. Până în ianuarie 2005, Eric Prydz deținea recordul pentru cel mai mic număr de single-uri vândute pentru o poziție de numărul unu în topul din Regatul Unit într-o anumită săptămână: „Call on Me” s-a vândut în 23.519 de exemplare când a revenit în fruntea topurilor pe 17 octombrie 2004. Acest record a fost doborât din nou de el însuși doar o săptămână mai târziu, pe 24 octombrie 2004, când single-ul s-a vândut în 21.749 de exemplare în acea săptămână. Cu toate acestea, a fost al patrulea cel mai bine vândut single al anului 2004 în Regatul Unit, vânzând 335.000 de exemplare în acel an – inclusiv un DVD single cu videoclipul integral – și rămânând cinci săptămâni pe primul loc în UK Singles Chart, cea mai lungă prezență a unui single în acel an.
Piesa a intrat în German Singles Chart pe locul întâi la începutul lunii noiembrie 2004 și a repetat această performanță în Irlanda. În Australia, „Call on Me” a debutat și a atins locul al doilea.

## Videoclipul muzical
Videoclipul pentru „Call on Me”, regizat de Huse Monfaradi, prezintă o clasă de aerobic formată din femei îmbrăcate în costume de aerobic în stilul anilor 1980, care execută exerciții de gimnastică cu conotații sexuale. Cursul este condus de dansatoarea și coregrafa australiană Deanne Berry – spre deliciul singurului bărbat din grup, interpretat de dansatorul și actorul argentinian Juan Pablo Di Pace. În roluri secundare, ca membre ale cursului de aerobic, în videoclip apar dansatoarele britanice Laura More, Franky Wedge, Laura Jayne Smith, Rosy Hawkins și Laura Bowley. Videoclipul a fost filmat la Laban Dance Centre din Deptford, Londra, și imită o scenă din filmul Perfect din 1985, cu John Travolta și Jamie Lee Curtis în rolurile principale. NME a clasat videoclipul pe locul cinci în lista celor „50 de cele mai proaste videoclipuri muzicale din toate timpurile”.
La sfârșitul anului 2004, în timpul unui interviu acordat lui Chris Evans pentru UK Radio Aid, o emisiune de 12 ore dedicată strângerii de fonduri pentru victimele tsunamiului, Tony Blair, pe atunci prim-ministru al Regatului Unit, a declarat: „Prima dată când l-am văzut, era să cad de pe aparatul”. Vice Media, prin intermediul site-ului Thump, a numit videoclipul „cel mai sexy videoclip muzical din toate timpurile”. Există două versiuni: una editată, difuzată în timpul zilei, și una nocturnă, care nu este cenzurată și în care dansatoarele își freacă sânii, iar una dintre ele își lovește fundul.
Videoclipul a fost cel mai descărcat videoclip muzical din toate timpurile în Australia, fiind descărcat de peste 35.000 de ori pe telefoane mobile 3 Mobile cu tehnologie 3G, în asociere cu emisiunea muzicală Rage. Ministry of Sound a acordat operatorului de telefonie mobilă 3 Mobile echivalentul unui disc de aur pentru mobil în aprilie 2005. Datorită popularității și cererii mari pentru videoclip, a fost lansat ulterior un DVD de aerobic cu lungime de film, intitulat Pump It Up – The Ultimate Dance Workout, care prezenta majoritatea dansatoarelor din videoclipul „Call on Me” executând rutine de aerobic pe diverse melodii populare de dans. Pe 8 ianuarie 2020, Ministry of Sound a încărcat DVD-ul în întregime pe canalul său de YouTube. Pe 4 februarie 2020, același canal a încărcat o versiune HD a videoclipului. În 2025, Ministry of Sound a încărcat o versiune 4K a videoclipului editat pe canalul său de YouTube, înlocuind versiunea HD.
Filmul Warfare din 2025, produs de A24, începe cu plutonul american care vizionează videoclipul pe un laptop.

## Certificări
| Regiune | Certificări | Vânzări    |
| --- | ----------- | ---------- |
| Australia (ARIA) | Platinum    | 70.000^    |
| Danemarca (IFPI Denmark) | Platinum    | 8.000^     |
| Franța (SNEP) | Gold        | 200.000*   |
| Germania (BVMI) | 3× Gold     | 450.000^   |
| Italia (FIMI) | Gold        | 25.000*    |
| Spania (PROMUSICAE) | Gold        | 10.000^    |
| Suedia (GLF) | Gold        | 10.000x    |
| Elveția (IFPI Switzerland) | Gold        | 20.000x    |
| Regatul Unit (BPI) | 2× Platinum | 1.200.000^ |
| *cifrele de vânzări sunt bazate pe un singur certificat ^cifrele cargo sunt bazate pe un singur certificat xcifrele nespecificate sunt bazate pe un singur certificat |             |            |

## Istoricul lansărilor
| Regiune      | Date               | Format(e)               | Casă de discuri   | Ref.   |
| ------------ | ------------------ | ----------------------- | ----------------- | ------ |
| Regatul Unit | 13 septembrie 2004 | Vinil de 12 inch CD DVD | Data              | [ 24 ] |
| Australia    | 18 octombrie 2004  | CD                      | Ministry of Sound | [ 25 ] |